# タラタラしてんじゃね〜よ
タラタラしてんじゃね〜よは、よっちゃん食品工業が販売しているお菓子。魚肉に豆板醤などの調味料で味をつけている。
1990年から販売されている。

## 商品バリエーション
カレー味の「タラタラカレー味」、スティックタイプの「タラタラスティック」、うずらの卵を辛口に仕上げた「タマタマしてんじゃねーよ」などのバリエーションがある。
スティックタイプは2005年から販売されている。
2023年6月には、エースコックからコラボしたカップ焼きそばが発売された。

## 受容
2019年に全英女子オープンゴルフで渋野日向子が食し話題となった。
俳優の西野七瀬も同製品を愛好していると発言している。